# José María Santonja y Almella
José María Luis Santonja y Almella (Biar, 13 de novembre de 1851 - València, 28 de febrer de 1906) fou un aristòcrata i polític valencià, diputat a les Corts Espanyoles durant la restauració borbònica.

## Biografia
Era fill de Luis Santonja y Crespo, marquès de Villagracia. Heretà el títol a la mort del seu pare i el 1881 va obtenir per casament amb Julia Mercader y Tudela el de comte consort de Bunyol. Es llicencià en dreta a la Universitat de Madrid i després continuà els estudis a la Sorbonne i a la Universitat de Brussel·les. Com a membre del Partit Moderat i posteriorment del Partit Conservador fou elegit diputat pel districte de Monòver a les eleccions generals espanyoles de 1876 i pel d'Alacant a les de 1879 i 1884.
El 1881 es va establir a València, on fou vicepresident de la Companyia dels Ferrocarrils Econòmics d'Alcúdia-Iecla per Alcoi i Villena, director de la Societat Econòmica d'Amics del País de València, president de la Societat Valenciana d'Agricultura i el 1887 va fundar el Cercle Proteccionista de València amb José Botella Andrés. A causa de la seva filiació amb Francisco Romero Robledo va perdre l'escó i fou regidor de València entre 1889 i 1893. Posteriorment es va reconciliar amb Cánovas del Castillo i fou escollit novament diputat per Villena a les eleccions generals espanyoles de 1896 i 1899. Fou nomenat senador per la província d'Alacant el 1903-1903 i per la província de València el 1903-1906.
- Javier Paniagua Fuentes y J.A. Piqueras. Diccionario Biográfico de Políticos Valencianos, 1810- 2005.  València: Institut Alfons el Magnànim, 2005, p.514-515. ISBN 9788495484802.